# Марк Ноний Макрин
Марк Ноний Макрин (на латински: Marcus Nonius Macrinus) e политик и сенатор на Римската империя през 2 век.

## Биография
Произлиза от фамилията Нонии от Бреша.
Той е децемвир stlitibus iudicandis, военен трибун в легион, квестор, легат в провинция Азия, народен трибун, претор, легат на XIIII Близначен легион.
През 154 г. Макрин е суфектконсул заедно с Приферний Пет. След това е curator Tiberis et alveorum, управител на Долна Панония и Горна Панония, легат и comes на император Марк Аврелий по време на маркоманските войни. През 170/171 г. Ноний Макрин e проконсул на провинция Азия, където му поставят статуя в Ефес. Той е член на колегията квиндецимвири sacris faciundis.
Ноний Макрин е женен за Ария Цезения Павлина (120 – 161 г.), дъщеря на Луций Цезений Антонин (суфектконсул 128 г.) и внучка на Ария Антонина, лелята на император Антонин Пий. Баща е на Марк Ноний Арий Муциан Манлий Карбон, който вероятно е суфектконсул по времето на Комод и става баща на Марк Ноний Арий Муциан (консул 201 г.).
През 2008 г. на Виа Фламиниа в северната част на Рим е намерен гробът на Ноний Макрин. Ноний Макрин служи за модел на героя на Ръсел Кроу във филма „Гладиатор“.